# Dendroleontinae
Dendroleontinae is een onderfamilie van netvleugelige insecten die behoort tot de familie mierenleeuwen (Myrmeleontidae). 

## Taxonomie
Er zijn 49 geslachten die verdeeld zijn in zeven geslachtsgroepen (tribus), onderstand een lijst van geslachten en geslachtengroepen.
Onderfamilie Dendroleontinae

- Tribus Acanthoplectrini
  - Geslacht Acanthoplectron
- Tribus Bandidini
  - Geslacht Bandidus
  - Geslacht Brachyleon
  - Geslacht Eophanes
  - Geslacht Escura
  - Geslacht Xantholeon
  - Geslacht Stenogymnocnemia
  - Geslacht Stenoleon
- Tribus Dendroleontini
  - Geslacht Afghanoleon
  - Geslacht Anomaloplectron
  - Geslacht Asialeon
  - Geslacht Bankisus
  - Geslacht Bullanga
  - Geslacht Cuca
  - Geslacht Cymathala
  - Geslacht Cymothales
  - Geslacht Delgadus
  - Geslacht Epacanthaclisis
  - Geslacht Dendroleon
  - Geslacht Doblina
  - Geslacht Froggattisca
  - Geslacht Fusoleon
  - Geslacht Gatzara
  - Geslacht Indoclystus
  - Geslacht Layachima
  - Geslacht Mossega
  - Geslacht Nannoleon
  - Geslacht Neleinus
  - Geslacht Nepsalus
  - Geslacht Nomes
  - Geslacht Omoleon
  - Geslacht Parvoleon
  - Geslacht Phanoleon
  - Geslacht Platyleon
  - Geslacht Riekoleon
  - Geslacht Tricholeon
- Tribus Nuglerini
  - Geslacht Nuglerus
- Tribus Nyutini
  - Geslacht Nyutus
  - Geslacht Formileo
  - Geslacht Vessa
- Tribus Periclystini
  - Geslacht Austrogymnocnemia
  - Geslacht Ceratoleon
  - Geslacht Chrysoleon
  - Geslacht Compsoleon
  - Geslacht Csiroleon
  - Geslacht Franzenia
  - Geslacht Glenoleon
  - Geslacht Periclystus
- Tribus Voltorini
  - Geslacht Voltor